# Eugène Goüin
Pour les autres membres de la famille, voir Famille Goüin.
Eugène Goüin, né le 18 septembre 1818 au château des Douets, à Saint-Symphorien près de Tours (Indre-et-Loire), et mort le 31 mai 1909 à Paris, est un banquier et homme politique français. Surnommé le Pereire tourangeau, il était un des plus remarquables financiers français de l'époque moderne et traitait avec les plus grosses fortunes. Il est un des fondateurs de la Banque de Paris puis de la Banque de Paris et des Pays-Bas, dont il assure la présidence du conseil d'administration de 1895 à sa mort.

## Biographie

### Famille
Issu d'une des plus célèbres dynasties tourangelles, Eugène Goüin naquit le 18 septembre 1818 au château des Douets, à Saint-Symphorien près de Tours, propriété de sa famille maternelle. Il est le fils du banquier Alexandre Goüin (1792-1872), ministre du Commerce et de l'Agriculture sous la monarchie de Juillet, et d'Adèle Marteau. Sa sœur épousera Charles Cunin-Gridaine.

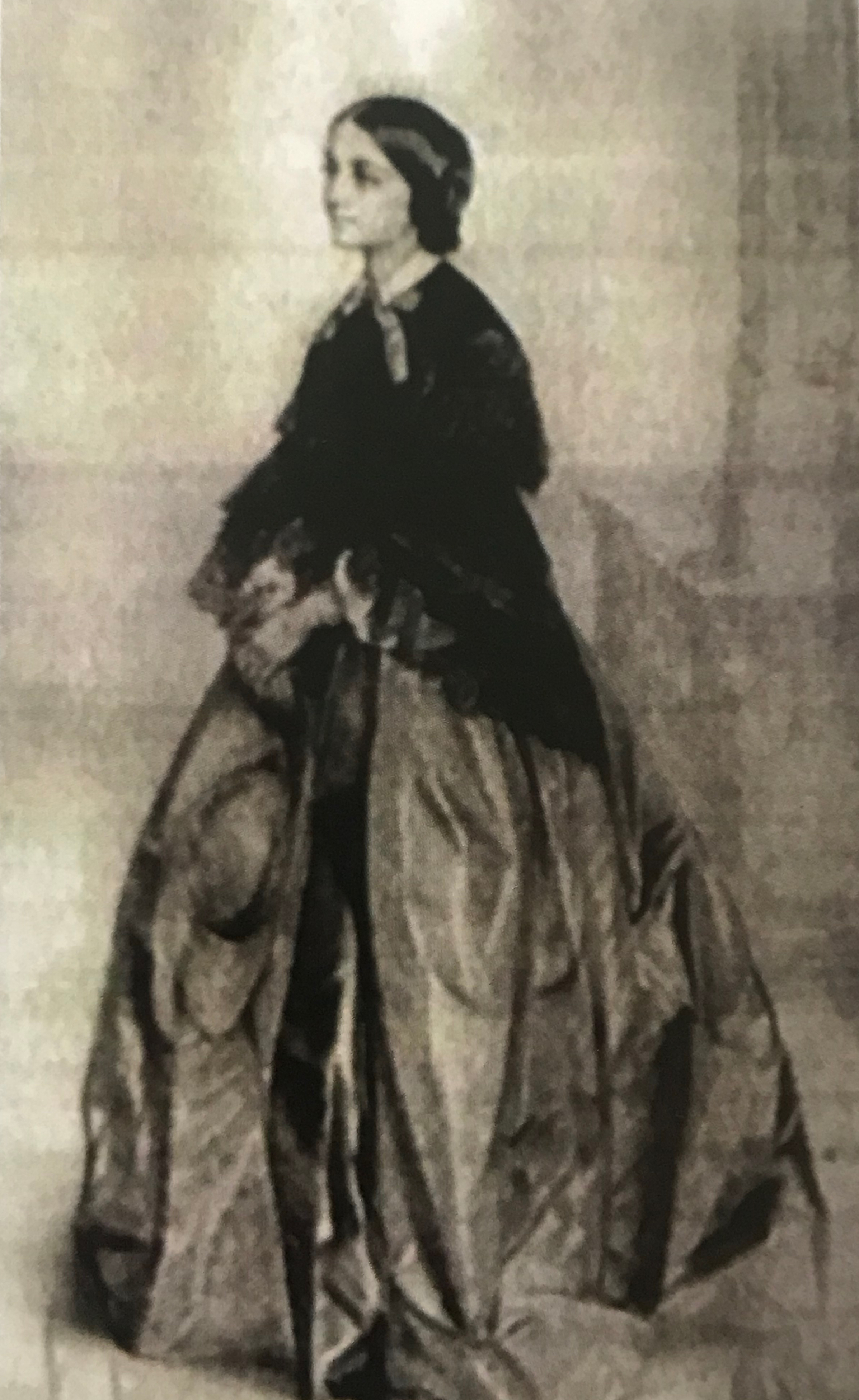
Portrait de son épouse, née Louise Christin.

Eugène Goüin épouse, en 1842, sa cousine Louise Christin (1825-1905), fille du baron Antoine-Gabriel Christin, officier d'ordonnance de Napoléon Ier, et d'Henriette-Jenny Gondouin ; ils eurent cinq enfants :
- Louis (1843-1908), banquier et officier, marié à Thérèse Cottin (petite-fille d'Alexandre Pierre Cottin) ;
  - Émile Goüin (1872-1960), chef de bataillon[2] et homme d'affaires (marié à Marie-Zoé Lefebvre et beau-père du baron Henri de Foucaucourt)
  - André Goüin (1879-1948), banquier, maire de Fondettes et conseiller général
  - Jean-Joseph-Eugène Goüin (1881-1914), lieutenant de vaisseau, mort à la bataille de Dixmude[3],[4]
  - Anne-Marie-Magdeleine Goüin, comtesse de La Carte de La Ferté-Sénectère, mère du général Georges de la Ferté-Sénectère
  - Henriette Goüin, fille de la Charité
- Marie-Cécile (1847-1937), mariée au baron Raoul Auvray, maire de Pernay (fils du baron Louis René Auvray) ;
- Georges (1850-1925), banquier, officier de cavalerie, vice-président de la Société paternelle de Mettray et président du comité des écoles libres du diocèse de Tours, marié à Jane Taigny (fille d'Edmond Taigny). Il se fait construire le Manoir Béranger ;
- Ernest-Alexandre (1860-1876) ;
- Gabrielle-Jenny (1866-1944), mariée au diplomate Pierre-Achille Masson-Bachasson, comte de Montalivet (fils d'Antoine-Achille Masson et petit-fils du ministre Camille de Montalivet).

Un portrait de son épouse sera peint par Henri Lehmann en 1862.

### Vie tourangelle
Après des études au lycée Louis-le-Grand, il reprend les affaires familiales et succède en 1843 à son père dans la direction de la banque Goüin frères à Tours, d'abord conjointement avec son cousin Henri-Charles Goüin (fils d'Henry Goüin), puis seul à partir de 1855.
Capitaine de la Garde nationale avant février 1848, il assiste avec sa compagnie aux Journées de juin à Paris.
Il assure la charge, transmise entre membres de la famille, de juge dès 1848, puis de président du Tribunal de commerce de Tours de 1856 à 1879. Il sera président de la Chambre de commerce de Tours de 1858 à 1879. 
En 1856, il devient censeur de la Caisse d'épargne de Tours, fondée par sa famille en 1832, et le restera jusqu'en 1877, laissant alors la place à son fils Louis. 
En 1857, il fonde avec Henri Goüin, Charles de Montgolfier, Hettere et Alfred et Ernest Mame, la papeterie de La Haye-Descartes. 
Il est président du conseil d'administration de la Colonie agricole et pénitentiaire de Mettray, membre du conseil d'administration de la prison de Tours, et l'un des principaux actionnaires du Journal d'Indre-et-Loire et de la Papeterie Marray (avec les Mame). 
Il était membre de la Société archéologique de Touraine et de la Société tourangelle d'horticulture. Il est, en 1890, un des présidents d'honneur, avec Alfred Mame et Mgr Meignan, du comité conservateur formé pour l'érection d'une statue à Jeanne d'Arc.

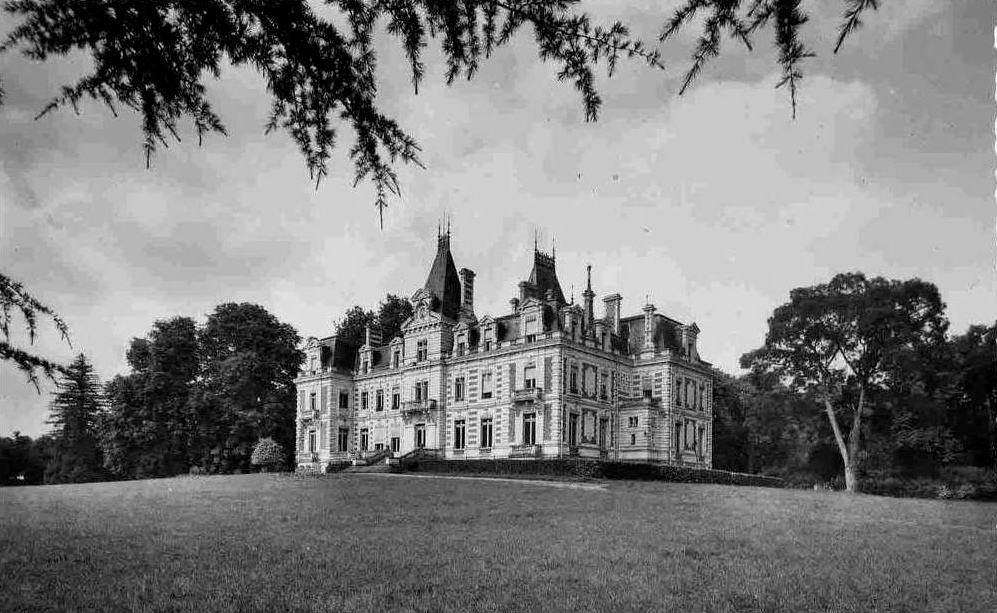
Son château de la Plaine, à Fondettes.

Conseiller municipal de Tours en 1848, réélu en 1865, conseiller général de 1867 à 1892, il devient maire de Tours en novembre 1866. Il se présenta comme « le défenseur des idées d'ordre et de stabilité » et conserve la mairie jusqu'en 1874. Il est par la suite maire de Fondettes de 1884 à 1892, petite commune où il résidait dans son château de la Plaine, ancienne propriété familiale qui brûla en 1871, et où Eugène prit l'initiative en 1873 de construire l'actuel château.
En 1863, il obtient un décret impérial autorisant l'établissement de la Société anonyme magasins généraux de Tours.
En janvier 1871, alors maire de Tours, il se rend en délégation auprès des troupes prussiennes pour solliciter l'arrêt des bombardements, et organise des quêtes et des secours ; il empêche, grâce à son courage et à son sang-froid, que Tours, qui n'est qu'une ville ouverte, soit bombardé par les armées allemandes d'invasion, ainsi qu'à préserver la ville de charges ruineuses. Lors d'une rencontre avec un général prussien, il lui tenu ses paroles : « Général, j'ai deux fils au service : l'un est sous les murs de Paris ; l'autre se bat dans l'armée de Chanzy, mais je ne suis plus jeune et ma vie n'a plus assez de charme pour que j'y tienne beaucoup. Vous pouvez donc me faire fusiller ». Il ajoute froidement que cette fin serait propre à honorer sa famille, et que, si on préférait le faire prisonnier, il était, de même, tout prêt à marcher.
Devant un tel sang-froid, le général s'inclina. Eugène Goüin demeura libre et Tours n'eut à subir que les conditions les plus modérées du vainqueur. Sa courageuse conduite lui valut d'être promu officier de la Légion d'honneur, sur la proposition du ministre de la guerre.
En 1874, il engage le projet du tramway de Tours.
Il offre à la nouvelle basilique Saint-Martin de Tours son grand maître-autel (l'« autel du chef ») orné de mosaïques, qui accueille la relique de saint Martin la plus importante en volume.

### Carrière politique nationale

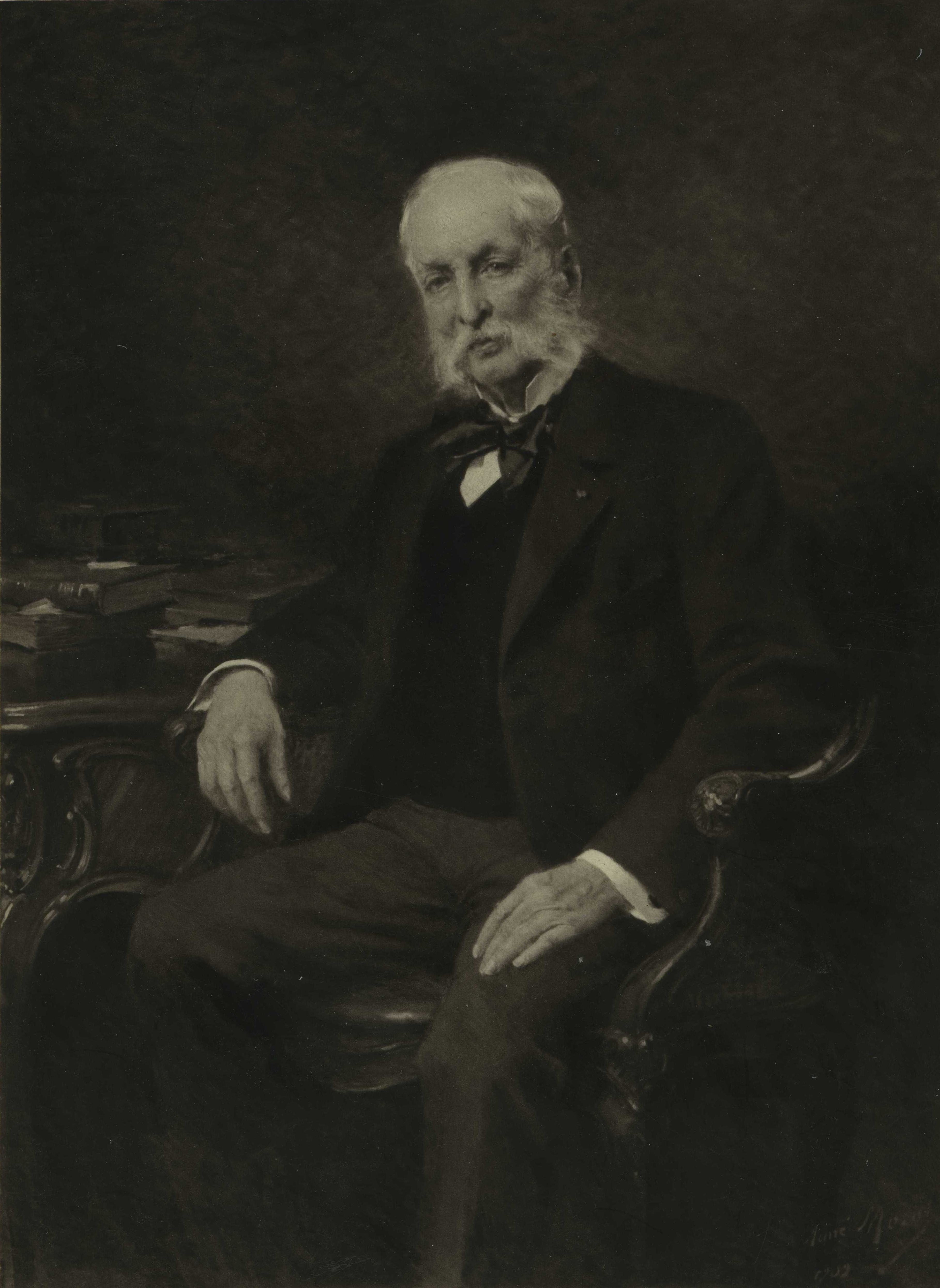
Portrait d'Eugène Goüin, par Aimé Morot (1909).

Il se présente (candidat officiel), le 22 décembre 1867, pour succéder à son père, nommé sénateur, comme député de la 1re circonscription d'Indre-et-Loire au Corps législatif ; mais il n'obtient que 7 625 voix contre 10,980 à l'élu, candidat indépendant, Houssard. Aux élections du 8 février 1871, Eugène Goüin est cette fois élu représentant d'Indre-et-Loire à l'Assemblée nationale. Le 8 octobre de la même année, il est réélu également conseiller général du département pour le canton de Tours-nord. À l'Assemblée, il siège au centre monarchiste, se fait inscrire aux deux réunions du centre droit et du centre gauche, et vote tour à tour avec l'un et l'autre groupe. Après avoir donné son suffrage à la conclusion de la paix, aux prières publiques, à l'abrogation des lois d'exil, au pouvoir constituant de l'Assemblée, il soutient le gouvernement de Thiers dans son évolution vers la République conservatrice, ce qui ne l'empêcha pas d'approuver la plupart des actes des ministères qui suivirent le 24 mai 1873. La même année, il est de ceux acquis au retour de la monarchie traditionnelle et favorable à l'accession au trône du « comte de Chambord ». En 1874, il est pressenti pour le ministère des finances, sans finalement l'obtenir.
Son adhésion au gouvernement se manifeste de nouveau lors de l'adoption des lois constitutionnelles, auxquelles il se rallie ; elle lui vaut d'être porté sur la liste, le 15 décembre 1875, quand il s'agit de nommer les 75 sénateurs inamovibles.
Il siège au centre de la Chambre haute, avec une tendance à se rapprocher de la gauche, mais sans rien abandonner de ses sentiments conservateurs. Goüin s'abstint dans le scrutin sur la demande de dissolution de la Chambre des députés en juin 1877. Aux côtés d'Ernest Picard et Émile Labiche, il dépose sur le bureau du Sénat une proposition ayant pour objet la nomination d'un Conseil supérieur des chemins de fer. Goüin s'abstient de prendre part au vote sur l'article 7 de la loi sur l'enseignement supérieur, se prononce contre l'expulsion des princes, pour le rétablissement du scrutin d'arrondissement (13 février 1889), pour le projet de loi Lisbonne restrictif de la liberté de la presse et s'abstient sur la procédure à suivre devant le Sénat contre le général Boulanger. Il se prononce contre la loi de séparation des Églises et de l'État (1905).
Il s'est occupé surtout de questions administratives et financières, qu'il traite plusieurs fois à la tribune sénatoriale ; il a presque toujours fait partie des Commissions des finances (dont il fut vice-président) et du Budget, dont il a été à plusieurs reprises le rapporteur général. Rapporteur du compte de liquidation de la guerre, il est également rapporteur du projet de réforme des pensions, et se fait une spécialité des questions concernant les grands organismes financiers de l'État. Il préside les commissions relative au privilège de la Banque de France, aux caisses de dépôts des crédits agricoles, aux caisses d'épargne, aux sociétés coopératives de production, de crédit et de consommation et de contrat de participation aux bénéfices, portant réglementation nouvelle de la fonction des agents de change, aux sociétés et aux banques locales de crédit agricole mutuel. Il préside également la commission de vérification des comptes des ministres et est membre de la Commission supérieure des caisses d'assurance. Goüin est président de la commission de surveillance de la Caisse d'amortissement et de la Caisse des dépôts et consignations de 1888 à 1909.
En parallèle, Eugène Goüin a des préoccupations philanthropiques, s'engageant notamment dans la réforme pénitentiaire, dans la promotion des habitations à bon marché (HBM) et dans la réforme de l'assistance,, devenant ainsi membre du conseil supérieur de la Société des ateliers d'aveugles et du comité de la Société antiesclavagiste du cardinal Lavigerie. Il s'investit tout particulièrement dans la question des habitations à bon marché aux côtés de Jules Siegfried. Membre de la commission permanente et vice-président d'honneur du tout premier Congrès international des habitations à bon marché, se tenant à Paris en 1889, il devient membre de la Société française des habitations à bon marché, puis vice-président du Conseil supérieur des habitations à bon marché en 1896. En tant que sénateur et président de la commission de surveillance de la Caisse des dépôts, il engage la voie permettant à celle-ci de faire des prêts aux sociétés d'habitations à bon marché avec la loi de 1894 , solution de compromis entre ceux qui défendaient un strict usage des fonds de la Caisses à son but initial et ceux qui souhaitaient que ces fonds (notamment les dépôts des épargnants) puissent être employés à destination de dépenses sociales, ainsi que l'exemption au profit des sociétés HBM de certains impôts. Il initie la création de la Société de crédit des habitations à bon marché en 1898, intermédiaire par laquelle la CDC consent ses prêts. Il prend également part au Congrès international pour l'amélioration du sort des aveugles et au Congrès international des habitations à bon marché se tenant à Paris en 1900.
Mort vice-doyen du Sénat, il avait présidé la même année la séance au Sénat comme doyen d'âge. « Son grand âge, disait de lui le président Antonin Dubost, n'était qu'un charme de plus par la vivacité de son esprit et la jeunesse persistante de son caractère et de son activité ». Il a apporté au Parlement une aide efficace dans toutes les matières qui touchaient à la vitalité économique du pays.
Membre de l'Union libérale, il sera vice-président du centre gauche.

### Un important financier

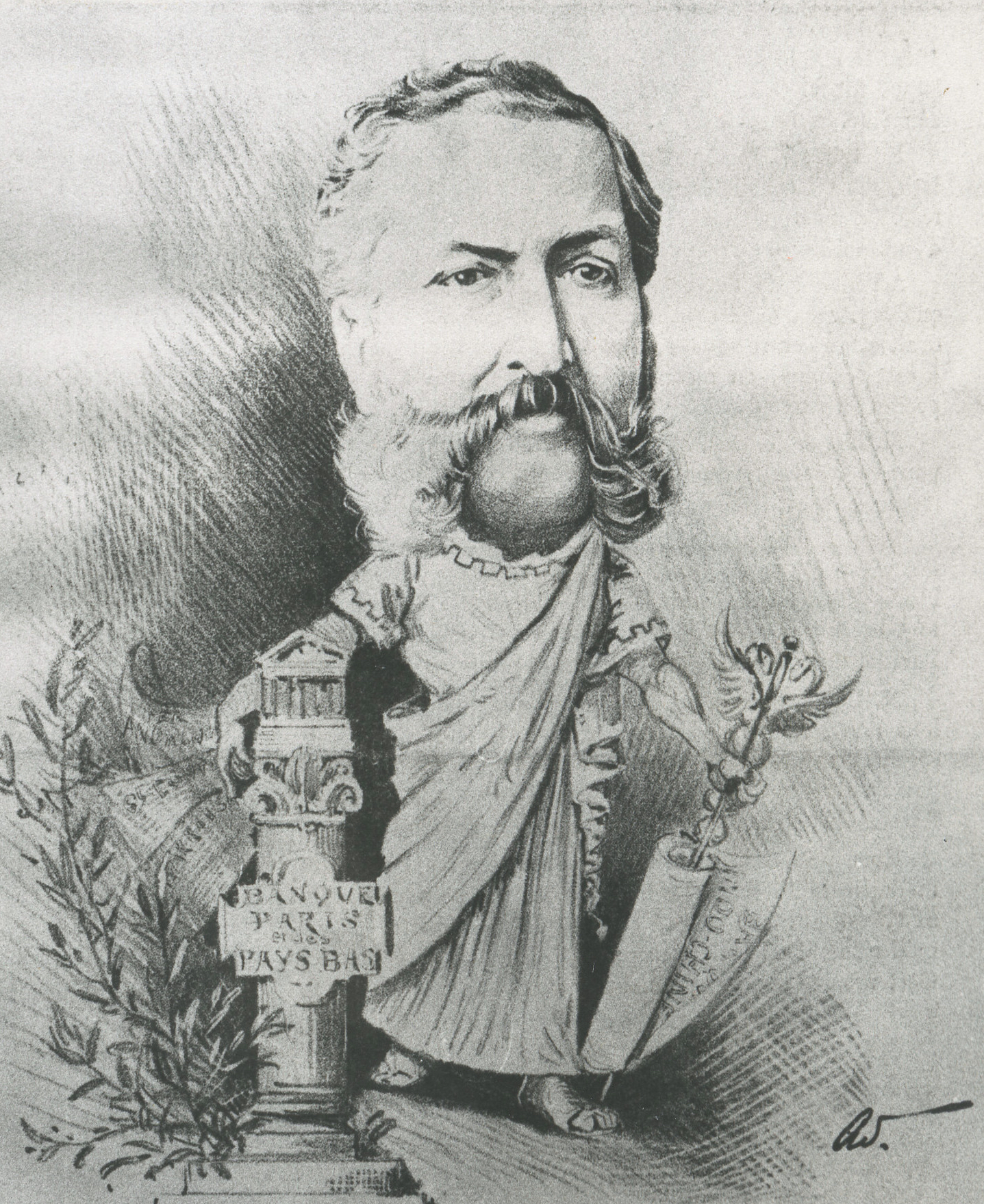
Lithographie représentant Eugène Goüin en une de « Nos financiers en robe de chambre » (1891).

La banque Goüin, qu'il dirigeait, était notamment correspondant des Rothschild, en relation avec les banques Fould et Mallet à Paris, Guérin à Lyon, Luce et Regnard à Marseille.
En 1869, Eugène Goüin crée la Banque de Paris (avec notamment Adrien Delahante, Edmond Joubert, Henri Cernuschi), puis en 1872, avec la fusion de la Banque de Paris et de la Banque de crédit et de dépôt des Pays-Bas, il est l'un des fondateurs de la Banque de Paris et des Pays-Bas (destinée à financer l’indemnité de guerre à la Prusse et le développement industriel et la modernisation du pays), dont il fait partie du premier conseil d'administration.
Il assure le lien entre la Banque de Paris et des Pays-Bas et la Société de construction des Batignolles de son cousin Ernest Goüin, pour former en 1875 la Compagnie des chemins de fer Bône-Guelma.
En 1895, il devient président du conseil d'administration de la Banque de Paris et des Pays-Bas. Il le préside jusqu'à son décès et la guide vers une voie de prospérité brillante, en en faisant la plus importante banque d’affaires du pays. En 1902, à la demande du ministre des Affaires étrangères Théophile Delcassé, la Banque de Paris et des Pays-Bas accorde une avance au roi du Maroc. Goüin, qui impose au ministre français ses conditions, met à contribution sa fortune personnelle. Il fera de même avec les grands emprunts d’État de la Grèce (1898), de la Russie ou de l’Uruguay (1905).
En 1907, après la fin de la guerre russo-japonaise, Eugène Goüin envoie au Japon son petit-fils André Goüin, le sous-directeur Horace Finaly et l’ingénieur Louis Godard, avec l’objectif d'un rapprochement entre le Japon et la Banque de Paris et des Pays-Bas.
Il est le représentant, avec Alphonse de Rothschild, du groupe « Les Banques françaises » à la Convention internationale des 3 et 4 mai 1898 pour l'emprunt hellénique.
Il mène les négociations avec le gouvernement français pour la création de la Banque d'État du Maroc, qui intervient en 1907.
Il est également président de la Société générale des chemins de fer économiques et de la Société russo-française d'entreprises industrielles et de travaux publics, vice-président de la Compagnie des chemins de fer de Paris à Lyon et à la Méditerranée, administrateur de la Banque de l'Indochine, de la Compagnie générale du gaz pour la France et l'étranger, de la Caisse d'épargne et de plusieurs compagnies d'assurance.
Il prend également part à la création de la Société minière et métallurgique del Horcajo (es) en 1882, de la Banco español de Crédito en 1902, etc.
Eugène Goüin meurt dans son hôtel particulier de la rue de Lisbonne à Paris le 31 mai 1909. Ses obsèques se déroulent en présence notamment d'Émile Loubet, Léon Bourgeois, Jules Méline, Georges Picot, Alexandre Ribot, Arthur Raffalovitch, Pallain, Morel, Louis Passy, Schneider, Jean Dupuy, Maurice de La Fargue, Paul Déroulède, baron Seillière, Léon Renault, Justin de Selves, Arthur de Quinemont, Delaville Le Roulx, Drake del Castillo, comte de La Rochefoucauld, Bruley des Varannes, etc. Les présidents de la République et du Conseil s'y firent représenter. Eugène Goüin était un ami personnel du roi des Bulgares, qui s'y fait également représentait par son ambassadeur à Paris,.

## Hommage et distinctions
- Avenue Eugène-Goüin (quartier de Montjoyeux, Tours)[21]
- Rue Eugène-Goüin (Fondettes)
- Impasse Eugène-Goüin (Fondettes)
- Officier de la Légion d'honneur
- Grand-croix de l'ordre de Sainte-Anne
- Grand-croix de l'ordre d'Isabelle la Catholique
- Grand-croix de l'ordre du Mérite civil de Bulgarie
- Grand officier de l'ordre de la Couronne d'Italie
- Officier d'académie